# 荒尾成直
荒尾 成直（あらお なりなお）は、江戸時代前期の因幡鳥取藩家老。米子荒尾家2代。

## 略歴
元和4年（1618年）、池田家家老・荒尾成利の長男として生まれる。寛永7年（1630年）、備前岡山藩藩主・池田忠雄に仕えた。
寛永9年（1632年）、藩主・忠雄が死去し、家督を継いだ光仲は因幡、伯耆に転封され、それに従う。寛永18年（1641年）、光仲初の御国入りに、叔父・嵩就と共に従う。寛永19年（1642年）、幕府より江戸城石壁普請の命があり、江戸に下って普請の奉行を務めた。同年、家老となる。
承応元年（1652年）、藩主親政を志す光仲が、障害となる成利の家老職を罷免、隠居を命じた。成利は、一時は浪人して国外に立ち退くことを考えるなど激しく反発したが、処分を受け入れた。成直は、家督を相続し米子城代となる。父とは対照的に、藩主に対して忠直謙譲に務めたため、光仲の信頼を得た。
延宝7年（1679年）2月6日、死去した。家督は次男の成重が相続した。